# Niklas Birr
Niklas Birr (* 29. Dezember 1974 in Zossen) ist ein ehemaliger deutscher Rallyefahrer. 

## Karriere
Birrs Rallyekarriere startete im Jahr 1996. In den folgenden Jahren 1997 und 1998 gewann er jeweils den DD Junior Cup. 2000 wurde er Berlin-Brandenburger Rallyemeister, außerdem belegte er in den Jahren 2000 und 2001 den dritten Platz im ADAC Rallye Junior Cup. 

## Statistik

### Rallye-Weltmeisterschaft
- Korsika 1999 mit Timo Gottschalk Seat Ibiza Cupra 7. Platz N3
- Korsika 2000 mit Michael Schwendy Citroën Saxo VTS 2. Platz N2
- Spanien 2001 mit Michael Schwendy Citroën Saxo VTS Ausfall Antriebswelle
- Korsika 2002 mit Michael Schwendy Citroën Saxo VTS 3. Platz N2
- Deutschland 2002 mit Michael Schwendy Citroën Saxo VTS 11. Platz A6